# 1641 en science
| Années de la science : 1638 - 1639 - 1640 - 1641 - 1642 - 1643 - 1644    |
| Décennies de la science : 1610 - 1620 - 1630 - 1640 - 1650 - 1660 - 1670 |

Cet article présente les faits marquants de l'année 1641 en science.

## Événements
- 2 juin : premier brevet d'invention émis en Amérique du Nord en faveur de Samuel Winslow, par la Cour générale du Massachusetts, pour une « nouvelle manière de fabriquer le sel »[1].
- 10 octobre : Evangelista Torricelli devient l'assistant de Galilée[2].

- Premiers thermomètres scellés mis au points par le grand-duc de Toscane, Ferdinand II de Médicis, élève de Galilée[3].

## Publications
- Giovanni Camillo Glorioso : Responsio Joannis Camilli Gloriosi ad apologiam Benedicti Maghetti. Item responsio ejusdem ad Scipionem Claramontium, S. Roncalioli, 1641 ;
- Daniel Schwenter : Geometriae practicae novae et auctae Tractatus I-IV, 1641, posthume.
- Nicolaes Tulp, Observationum medicarum libri tres : (« Observations médicales »), Amsterdam, Elzevier, 1641 (présentation en ligne).

## Naissances

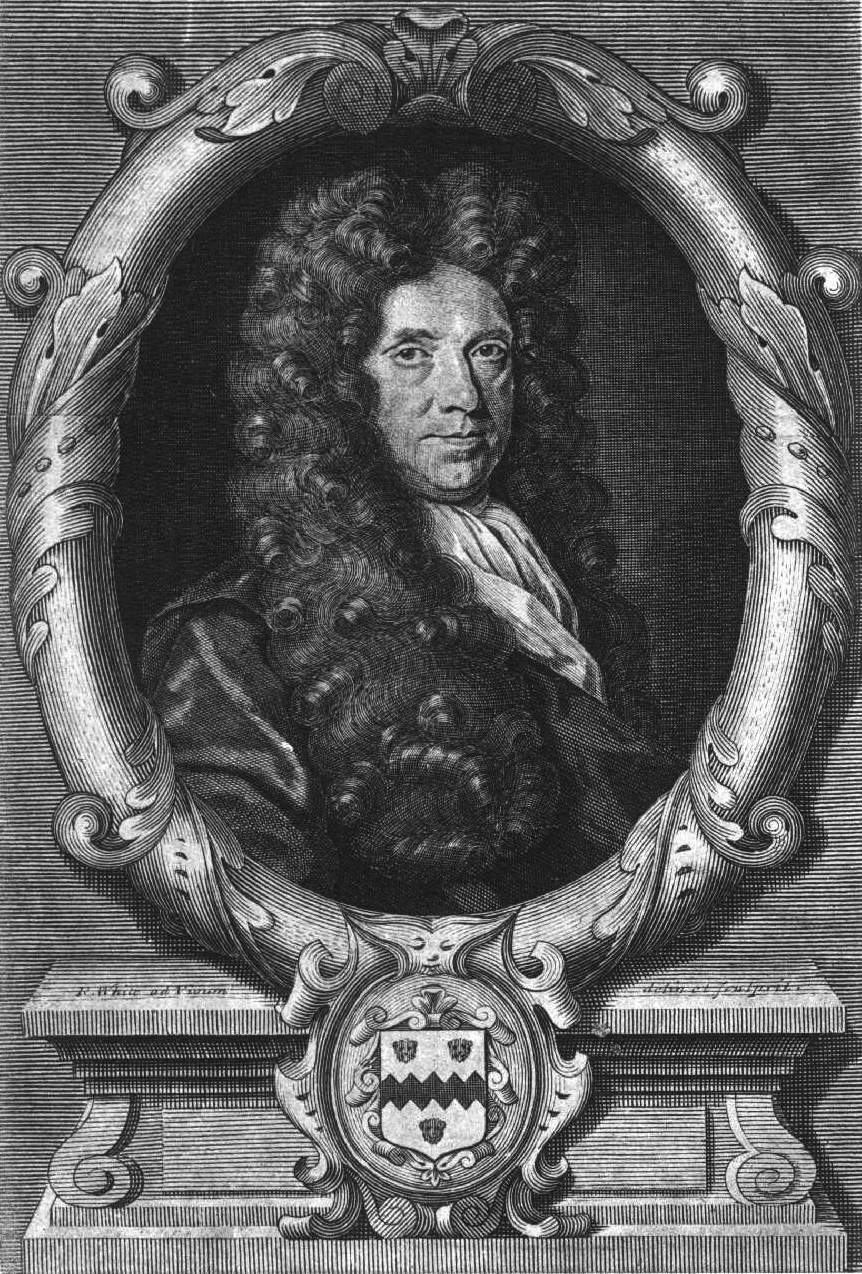
Nehemiah Grew

- 15 avril : Robert Sibbald (mort en 1722), médecin, naturaliste et géographe écossais.
- 30 juillet : Reinier de Graaf († 1673), médecin et anatomiste néerlandais. Il a découvert les follicules ovariens.
- Septembre : Nehemiah Grew († 1712), botaniste anglais. Il est l'un des premiers à avoir étudié l’anatomie des végétaux.

- Raymond Vieussens (mort en 1715), anatomiste français.

## Décès
- 3 janvier : Jeremiah Horrocks (né vers 1619), astronome anglais qui fut le premier à observer un passage de Vénus devant le Soleil en 1639.
- 31 août : Guy de La Brosse (né vers 1586), botaniste et médecin français.